# Westliche Ausgrabungsstätte Kos

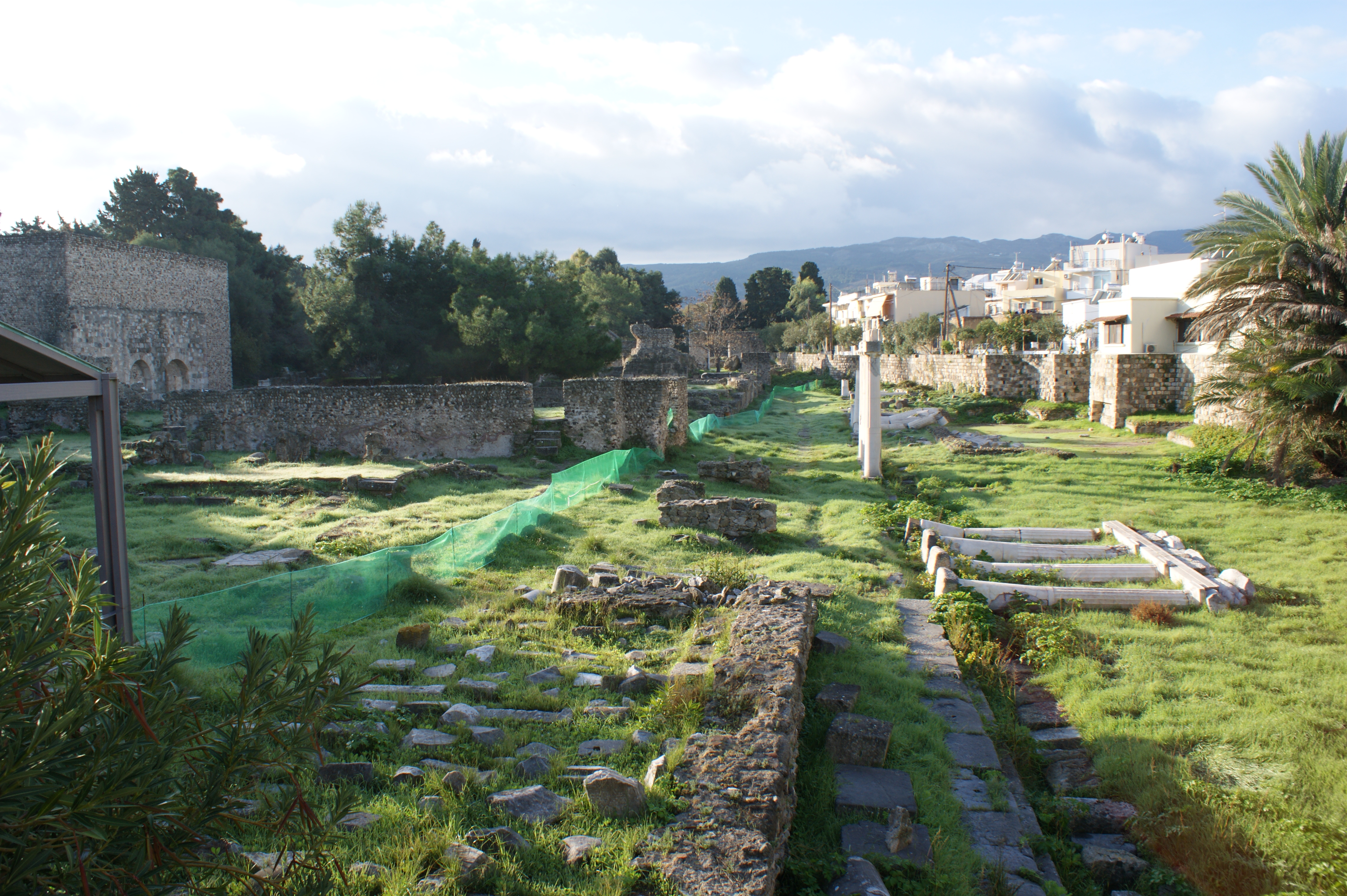
Blick auf einen Teil der westlichen Ausgrabungsstätte

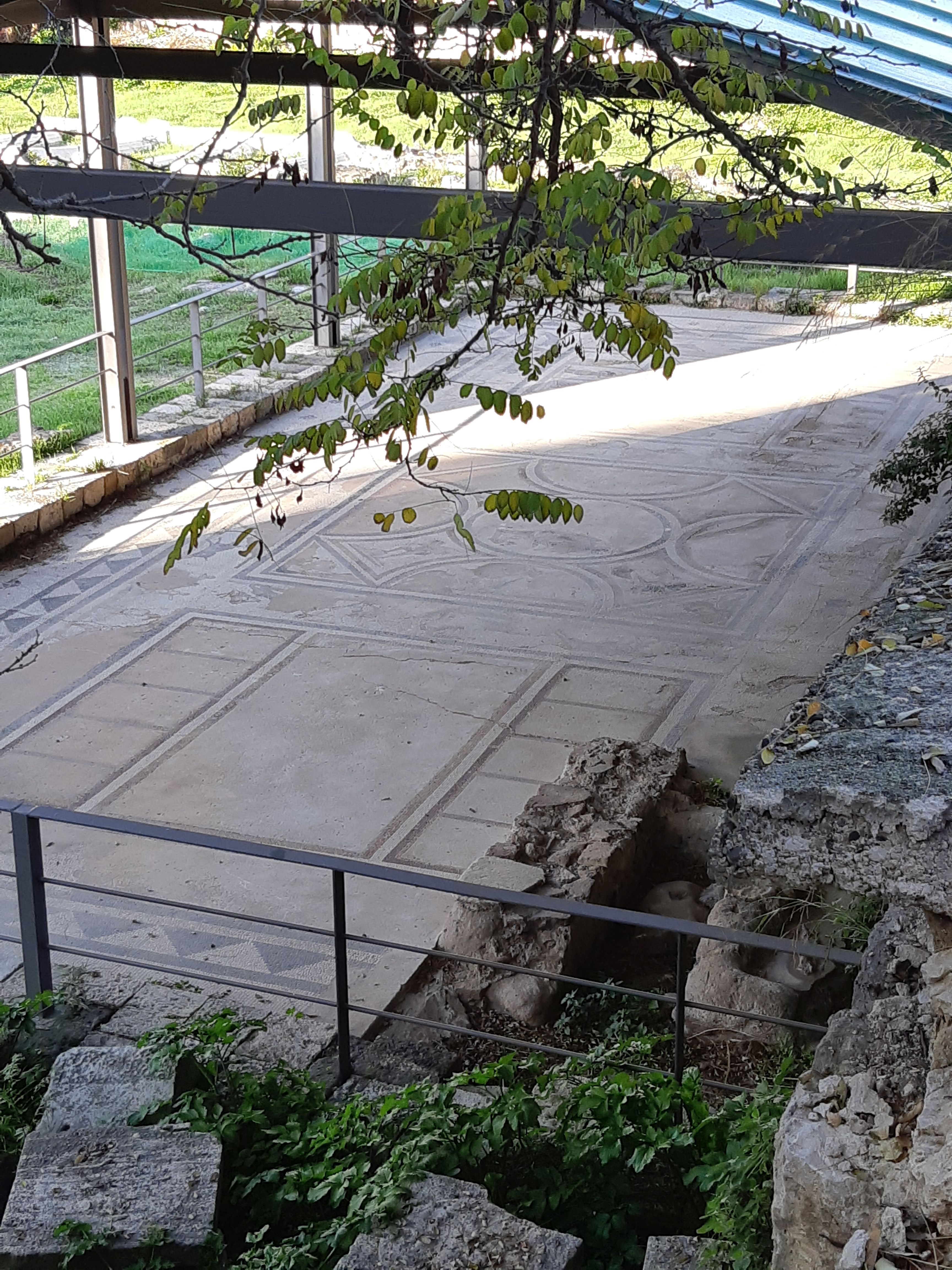
Mosaik

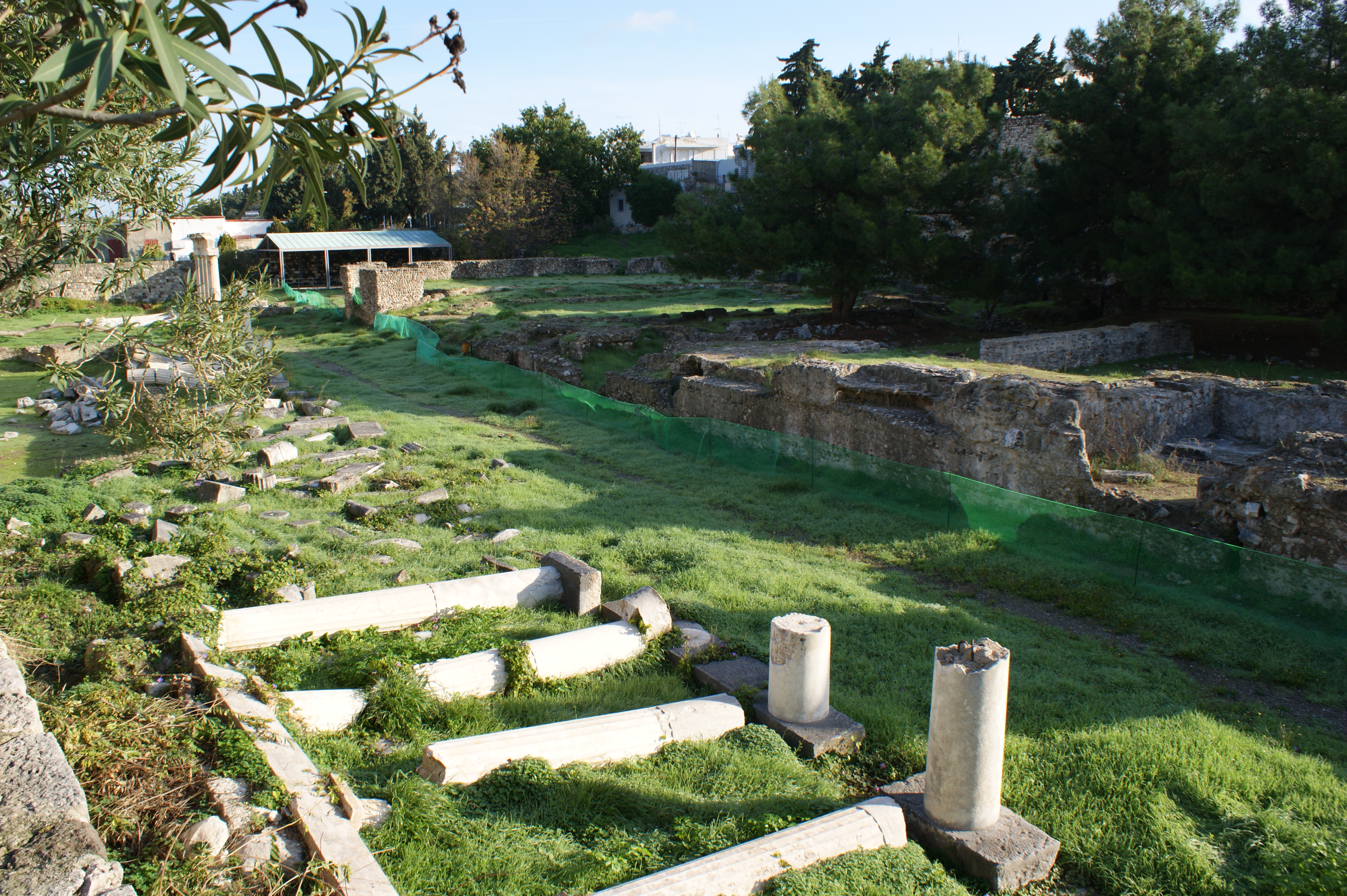

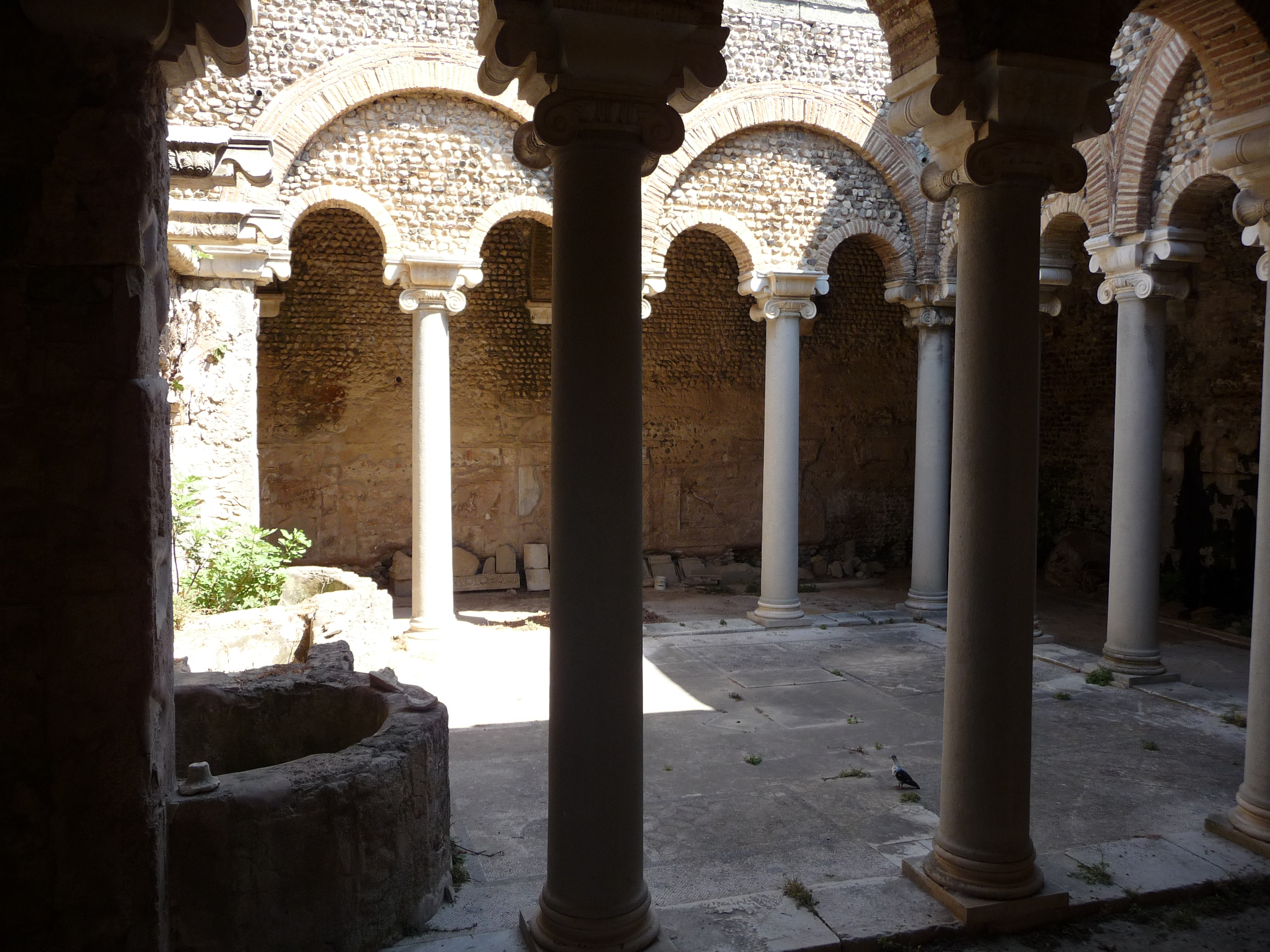
Römisches Bad (Nymphäum)

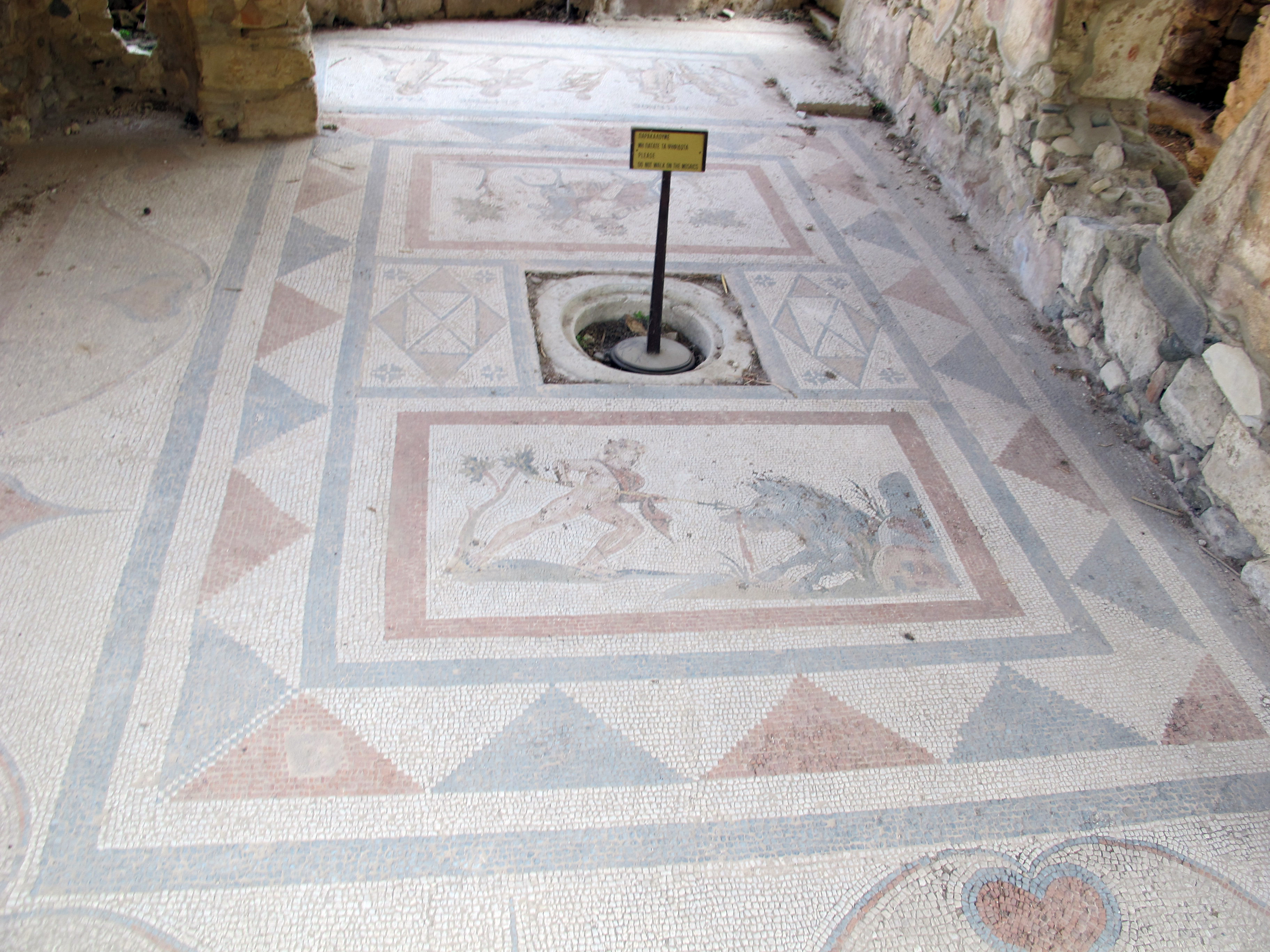
Mosaik im sogenannten „Haus der Europa“

Die Westliche Ausgrabungsstätte Kos (griechisch Δυτικός αρχαιολογικός χώρος Κω oder englisch Western Archaeological Zone oder Western Archaeological Site) befindet sich in der Stadt Kos auf der griechischen Insel Kos.

## Lage
Die Ausgrabungsstätte liegt heute im Süden der Stadt Kos, von der ursprünglichen mittelalterlichen Stadt (bestand bis 1933 - siehe: Ausgrabungsstätte Agora) aus gesehen im Westen bzw. Südwesten. Die westliche Ausgrabungsstätte liegt in unmittelbarer Umgebung weiterer in der Antike wichtiger Bauten, wie z. B. des Odeons von Kos, der Casa Romana und des Altars des Dionysos. Das ehemalige Stadion von Kos (Ausgrabungsstätte Ancient Stadium) befindet sich etwa 100 Meter in nördlicher Richtung, die Ausgrabungsstätte Agora befindet sich rund 400 Meter in nordöstlicher Richtung.
Die Ausgrabungsstätte ist vom Hafen von Kos rund 350 Meter entfernt und liegt auf etwa 12 Meter über dem Meeresspiegel.

## Geschichte
Menschliche Besiedelung in Kos ist seit der frühen Bronzezeit (2300 bis 2000 vor Christus) belegt (siehe z. B.: Aspri Petra). Während der Zeit der Minoischen bzw. Mykenischen Kultur (2. Jahrtausend v. Chr.) entwickelten sich in Kos Siedlungen zu wichtigen Zentren (insbesondere Kefalos). Diese Entwicklung wurde in der Zeit vom 10. bis 8. Jahrhundert v. Chr. wieder eingeschränkt und blühte vom 7. bis 5. Jahrhundert v. Chr. wieder auf. Mit der Verlegung der Hauptstadt der Insel von Kefalos nach Kos (Stadt) wurde diese das neue Zentrum. Durch den Bau der Festung Neratzia durch den Johanniterorden wurde die Stadt Kos weiter aufgewertet.
Es konnten in dieser Ausgrabungsstätte insbesondere Fundstücke aus hellenistischer Zeit und der Spätantike gefunden werden.
Die wichtigsten historischen Bauten, die hier gefunden wurden bzw. deren frühere Existenz nachgewiesen wurde, sind:
- Akropolis;
- Decumanus. Der decumanus maximus (DM) war die Grundlage der weiteren anzulegenden Straßen und Parzellen einer Stadt, die als eine Hauptorientierungsachse angelegt wurde. Diese Hauptorientierungsachse wurde von der cardo maximus (CM) in einem Winkel von 90° geschnitten. Der Kreuzungspunkt dieser Hauptachsen (locus gromae) bezeichnet das Zentrum der Stadt. Aus den beiden Hauptorientierungsachsen ergab sich ein schachbrettartige Stadtplan (ein ähnlicher Plan wurde auch bei der Neuanlage der Stadt Kos durch die Italiener nach dem schweren Erdbeben 1933 teilweise angewendet). Der decumanus maximus war mit etwa 40 römischen Fuß angelegt (zwölf Meter Breite, hier mit 10,50 Metern), der cardo maximus mit etwa der Hälfte dieser Breite. Die Hauptachsen waren auch an anderen Orten oft mit Säulen flankiert und der decumanus maximus soll bis zum Hafen von Kos gereicht haben. Die Straßen stammen aus den ersten Jahrzehnten des 3. Jahrhunderts nach Christus;
- Römisches Bad (Nymphäum oder auch Nimfeo genannt, nach den Nymphen), 1938 ausgegraben und 1940 restauriert, stammt aus dem späten 3. Jahrhundert nach Christus. Durch das Erdbeben 469 nach Christus wurde es stark beschädigt;
- Xystos war eine überdachte Laufbahn, die etwa im 2. Jahrhundert vor Christus erbaut wurde;
- Haus der Europa, das nach einem hier befindlichen Mosaik benannt wurde, das die phönizische Königstochter Eurṓpē zeigt, die von Zeus in Stiergestalt entführt wird;
- Gymnasion;
- Die westlichen Bäder befinden sich zwischen dem Portikus des Gymnasions und der asphaltierten Straße und stammen aus dem 3. Jahrhundert nach Christus. Es war ein leicht trapezförmiges Gebäude mit einer Länge von etwa 92 Metern und einer Breite von rund 35 Metern im Norden und 33 Metern im Süden. Nach dem Erdbeben von 469 nach Christus wurde ein Teil davon in eine frühchristliche Basilika umgewandelt.

Die Fundstücke aus dieser und den anderen Ausgrabungsstätten werden unter anderem im 1935/1936 neu erbauten Archäologischen Museum in Kos (Stadt) aufbewahrt. An den Ausgrabungen wesentlich beteiligt war der italienische Archäologe und Kunsthistoriker Luciano Laurenzi.